# Forêt nationale d'Helena
La forêt nationale d'Helena est une forêt fédérale protégée située dans l'État du Montana, aux États-Unis.
Elle s'étend sur une surface de 4 000 km2 et a été créée en 1907.